# Piedade do Rio Grande
Piedade do Rio Grande è un comune del Brasile nello Stato del Minas Gerais, parte della mesoregione di Campo das Vertentes e della microregione di São João del-Rei.